# Serie Mundial de 1981
La Serie Mundial de 1981  enfrentó a los Yankees de Nueva York contra Los Angeles Dodgers, siendo este su tercer encuentro en Serie Mundial en cinco años y su histórico undécimo encuentro en la historia de la Serie Mundial. Los Dodgers ganaron la Serie en seis juegos después de perder los dos primeros, para lograr su primer título desde 1965, su primera Victoria sobre los Yankees en Serie Mundial desde 1963 y la tercera Serie Mundial ganada a los Yankees en la historia. 

## Antecedentes
Debido a la huelga de jugadores, que ocurrió del 12 de junio al 8 de agosto, la temporada de 1981 se dividió en dos partes, antes y después de la huelga, de manera que los mejores equipos de cada división en cada parte de la temporada se enfrentaron para definir al ganador de la división. Los ganadores de división (dos por Liga) se enfrentaron posteriormente la Serie de Campeonato de cada Liga los cuales a su vez jugarían la Serie Mundial..
En la Liga Nacional, los Dodgers eran líderes de la División Oeste antes de la huelga y los Astros de Houston ganaron l división después de la huelga. Los Dodgers derrotaron a los Astros tres juegos a dos en la Serie Divisional de la Liga Nacional y después superaron a los Expos de Montreal tres juegos a dos en la Serie de Campeonato de la Liga Nacional.
Los Yankees, quienes liderearon la División Este de la Liga Americana en la primera parte de la temporada, derrotaron a los Cerveceros de Milwaukee, ganadores de la división en la segunda parte de la temporada, en la Serie Divisional de la Liga Americana por tres juegos a dos. Posteriormente barrieron a los Atléticos de Oakland en la Serie de Campeonato de la Liga Americana.
Este sistema hizo que los Rojos de Cincinnati, que tuvieron más juegos ganados en toda la temporada tanto en su división como en su liga, quedaran fuera de la postemporada.

### Dodgers de Los Ángeles
Los Dodgers llegaron a la Serie Mundial con la ayuda del extraordinario novato mexicano, "el Toro" Fernando Valenzuela quien ganó sus primeros ocho juegos incluyendo cinco blanqueadas. Valenzuela lanzó en total ocho blanqueadas en la temporada y ganó tanto el premio al Novato del Año como el premio Cy Young de la Liga Nacional, que hasta el momento actual, no se ha repetido. En la rotación de lanzadores se encontraban también los veteranos Burt Hooton (11–6, 2.28) y Jerry Reuss (10–4, 2.30). El grupo de jugadores titulares de campo llegó intacto con la estrella Steve Garvey en primera base, Davey Lopes en segunda, Bill Russell parador en corto y líder del equipo con trece cuadrangulares y Ron Cey en tercera. La naciente estrella Pedro Guerrero, fue colocado en el jardín convirtiéndose en titular por primera vez en su carrera sustituyendo al ya veterano Reggie Smith.
El mánager Tommy Lasorda buscaba su primer título de Serie Mundial, en su quinta temporada completa con los Dodgers, después de perder con los Yankees en 1977 y 1978.

### Yankees de New York
Los Yankees, manejados por Bob Lemon en la segunda parte de la temporada en reemplazo de Gene Michael, tuvo una segunda parte de la temporada perdedora (25-26) pero clasificó a la pretemporada gracias a una primera parte ganadora (34-22). Su inicialista estrella Ron Guidry ganó once juegos y perdió cinco. El novato Dave Righetti surgió como un inicialista importante con ocho juegos ganados y un promedio de 2.05 carreras recibidas. Righetti recibiría el premio al Novato del Año de la Liga Americana al finalizar la temporada. El relevista Goose Gossage tuvo veinte salvamentos, un promedio de carreras recibidas de 0.77 y 48 ponches en 47 entradas.
Reggie Jackson fue líder del equipo con 25 dobles y 68 carreras producidas. Ni la costosa contratación de Dave Winfield por 21 millones de dólares por 10 años, ni una alineación fuerte con un pitcheo zurdo extraordinario, fueron suficientes para impedir el primer campeonato de los Dodgers desde 1965.

## Partidos

### Primer juego
Martes, 20 de octubre de 1981 en el Yankee Stadium en Bronx, Nueva York
| Equipo      | 1 | 2 | 3 | 4 | 5 | 6 | 7 | 8 | 9 | C | H | E |
| ----------- | - | - | - | - | - | - | - | - | - | - | - | - |
| Los Ángeles | 0 | 0 | 0 | 0 | 1 | 0 | 0 | 2 | 0 | 3 | 5 | 0 |
| Nueva York  | 3 | 0 | 1 | 1 | 0 | 0 | 0 | 0 | X | 5 | 6 | 0 |

LG: Ron Guidry (1–0)  LP: Jerry Reuss (0–1)  SV: Goose Gossage (1)  
HRs:  LAD – Steve Yeager (1)  NYY – Bob Watson (1)

### Segundo juego
Miércoles, 21 de octubre de 1981 en el Yankee Stadium en Bronx, Nueva York
| Equipo      | 1 | 2 | 3 | 4 | 5 | 6 | 7 | 8 | 9 | C | H | E |
| ----------- | - | - | - | - | - | - | - | - | - | - | - | - |
| Los Ángeles | 0 | 0 | 0 | 0 | 0 | 0 | 0 | 0 | 0 | 0 | 4 | 2 |
| Nueva York  | 0 | 0 | 0 | 0 | 1 | 0 | 0 | 2 | X | 3 | 6 | 1 |

LG: Tommy John (1–0)  LP: Burt Hooton (0–1)  SV: Goose Gossage (2)  

### Tercer juego
Viernes, 23 de octubre de 1981 en el Dodger Stadium en Los Ángeles, California
| Equipo      | 1 | 2 | 3 | 4 | 5 | 6 | 7 | 8 | 9 | C | H  | E |
| ----------- | - | - | - | - | - | - | - | - | - | - | -- | - |
| Nueva York  | 0 | 2 | 2 | 0 | 0 | 0 | 0 | 0 | 0 | 4 | 9  | 0 |
| Los Ángeles | 3 | 0 | 0 | 0 | 2 | 0 | 0 | 0 | X | 5 | 11 | 1 |

LG: Fernando Valenzuela (1–0)  LP: George Frazier (0–1)  
HRs:  NYY – Bob Watson (2), Rick Cerone (1)  LAD – Ron Cey (1)

### Cuarto juego
Sábado, 24 de octubre de 1981 en el Dodger Stadium en Los Ángeles, California
| Equipo      | 1 | 2 | 3 | 4 | 5 | 6 | 7 | 8 | 9 | C | H  | E |
| ----------- | - | - | - | - | - | - | - | - | - | - | -- | - |
| Nueva York  | 2 | 1 | 1 | 0 | 0 | 2 | 0 | 1 | 0 | 7 | 13 | 1 |
| Los Ángeles | 0 | 0 | 2 | 0 | 1 | 3 | 2 | 0 | X | 8 | 14 | 2 |

LG: Steve Howe (1–0)  LP: George Frazier (0–2)  
HRs:  NYY – Willie Randolph (1), Reggie Jackson (1)  LAD – Jay Johnstone (1)

### Quinto juego
Domingo, 25 de octubre de 1981 en el Dodger Stadium en Los Ángeles, California
| Equipo      | 1 | 2 | 3 | 4 | 5 | 6 | 7 | 8 | 9 | C | H | E |
| ----------- | - | - | - | - | - | - | - | - | - | - | - | - |
| Nueva York  | 0 | 1 | 0 | 0 | 0 | 0 | 0 | 0 | 0 | 1 | 5 | 0 |
| Los Ángeles | 0 | 0 | 0 | 0 | 0 | 0 | 2 | 0 | X | 2 | 4 | 3 |

LG: Jerry Reuss (1–1)  LP: Ron Guidry (1–1)  
HRs:  LAD – Pedro Guerrero (1), Steve Yeager (2)

### Sexto juego
Miércoles, 28 de octubre de 1981 en el Yankee Stadium en Bronx, Nueva York
| Equipo      | 1 | 2 | 3 | 4 | 5 | 6 | 7 | 8 | 9 | C | H  | E |
| ----------- | - | - | - | - | - | - | - | - | - | - | -- | - |
| Los Ángeles | 0 | 0 | 0 | 1 | 3 | 4 | 0 | 1 | 0 | 9 | 13 | 1 |
| Nueva York  | 0 | 0 | 1 | 0 | 0 | 1 | 0 | 0 | 0 | 2 | 7  | 2 |

LG: Burt Hooton (1–1)  LP: George Frazier (0–3)  SV: Steve Howe (1)  
HRs:  LAD – Pedro Guerrero (2)  NYY – Willie Randolph (2)
|                                                             |
| Campeón de las Grandes Ligas Los Angeles Dodgers 5.º título |